# Општина Шентјернеј
Општина Шентјернеј (словен. Šentjernej) је једна од општина Југоисточне Словеније у држави Словенији. Седиште општине је истоимени градић Шентјернеј.

## Природне одлике
Рељеф: Општина Шентјернеј налази се у југоисточном делу државе и погранична је са Хрватском. Општина обухвата јужни део историјске покрајине Долењске. У јужном делу налази се планина Горјанци, а у северном се налази равница уз дољи ток реке Крке.
Клима: У општини влада умерено континентална клима.
Воде: Река Крка, која је северна граница општине, је најзначајнији водоток у њој. Сви други водотоци су мањи и њене су притоке.

## Становништво
Општина Шентјернеј је средње густо насељена.

## Насеља општине
| - Апненик - Брешка Вас - Брезје при Шентјернеју - Велики Бан - Волчкова Вас - Вратно - Врбовце - Врх при Шентјернеју - Горења Брезовица - Горења Гомила - Горења Стара Вас - Горење Градишче при Шентјернеју - Горење Мокро Поље - Горење Врхпоље - Горењи Махаровец - Гробље при Прекопи - Груча - Добравица - Долења Брезовица | - Долења Стара Вас - Долење Градишче при Шентјернеју - Долење Мокро Поље - Долење Врхпоље - Долењи Махаровец - Драма - Дрча - Жерјавин - Жвабово - Замешко - Запуже - Имење - Јаворовица - Ледеча Вас - Лока - Мали Бан - Миховица - Михово - Мршеча Вас | - Ореховица - Острог - Полховица - Прапрече при Шентјернеју - Пристава при Шентјернеју - Приставица - Раковник - Раздрто - Роје - Села при Шентјернеју - Толсти Врх - Храстје - Хрвашки Брод - Церов Лог - Чадраже - Чисти Брег - Шентјакоб - Шентјернеј - Шмалчја Вас - Шмарје |  |